# Jean-Marie-Rodrigue Villeneuve
Jean-Marie-Rodrigue Villeneuve, O.M.I., francosko-kanadski rimskokatoliški duhovnik, škof in kardinal, * 2. november 1883, Montréal, † 17. januar 1947.

## Življenjepis
20. maja 1907 je prejel duhovniško posvečenje.
16. junija 1930 je bil imenovan za škofa Gravelbourga; potrjen je bil 3. julija, 11. septembra je prejel škofovsko posvečenje in 17. septembra istega leta je bil ustoličen.
11. decembra 1931 je bil imenovan za nadškofa Québeca.
13. marca 1933 je bil povzdignjen v kardinala in imenovan za kardinal-duhovnika S. Maria degli Angeli.